# Pinyolenc
El Pinyolenc és una muntanya de 67 metres que es troba al municipi de la Riera de Gaià, a la comarca catalana del Tarragonès. Hi ha una ermita.